# Kai Wingenfelder

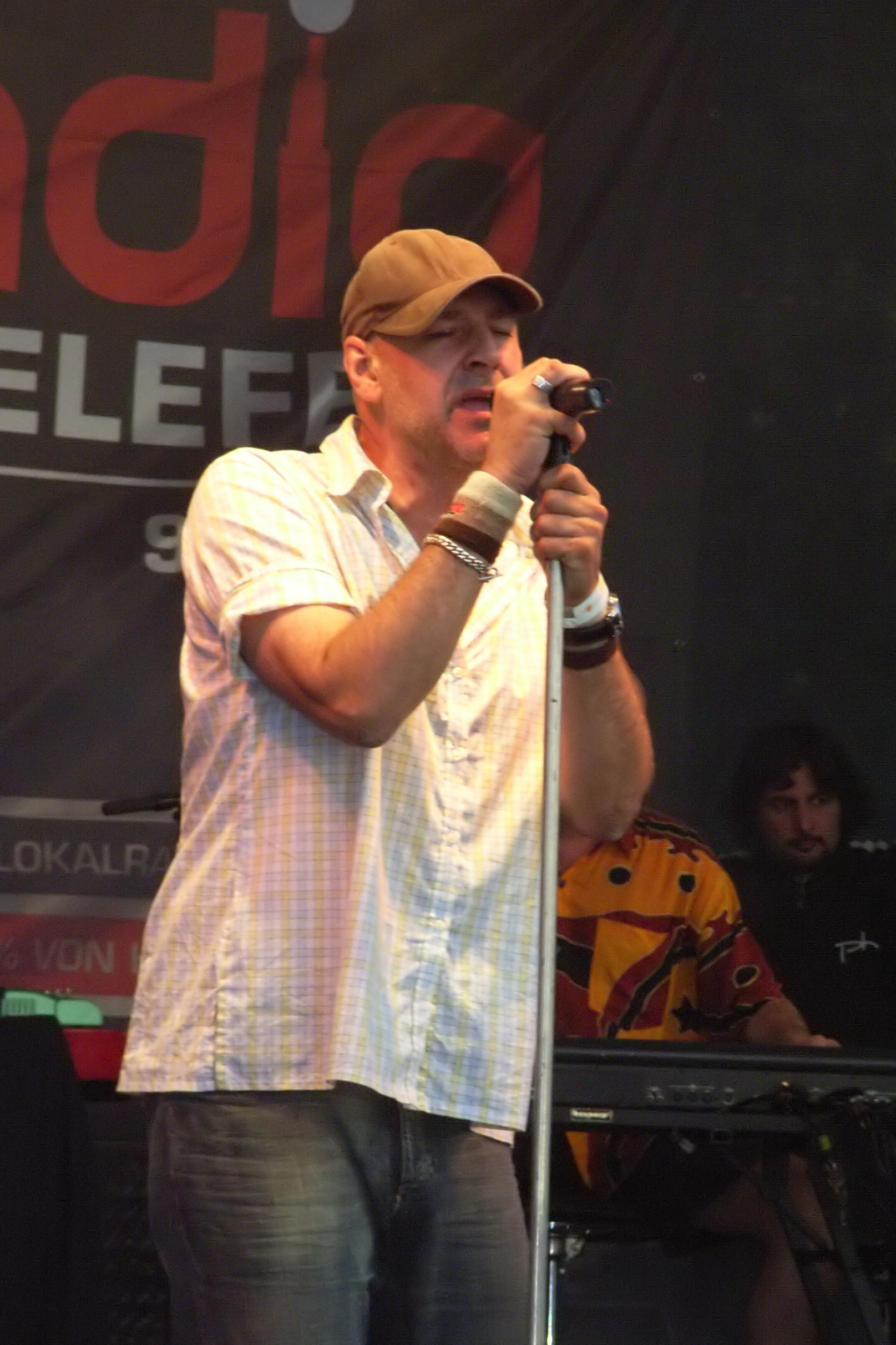
Kai Wingenfelder (2007)

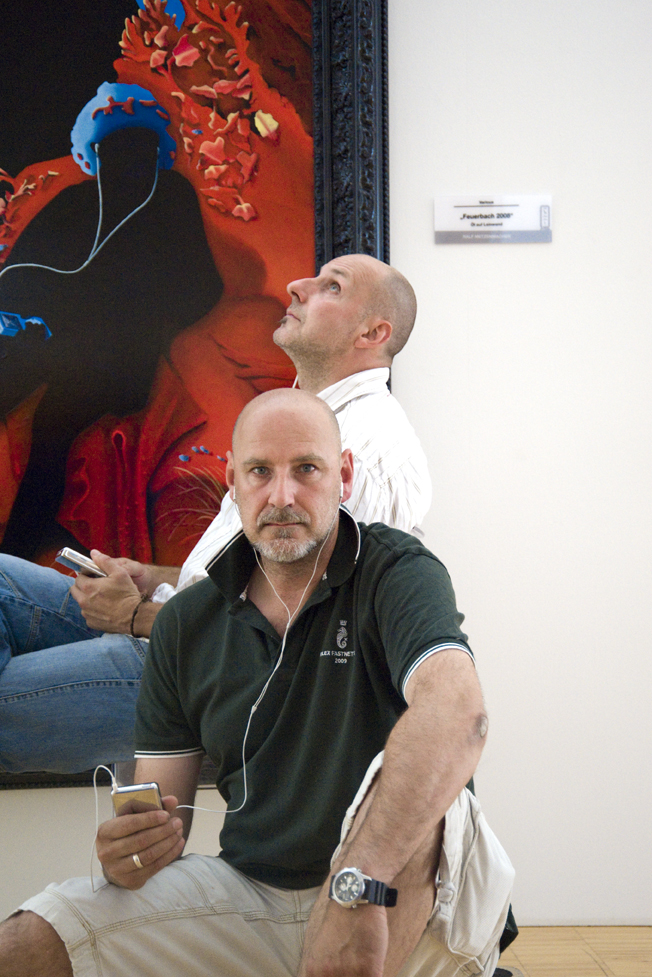
Thorsten und Kai Wingenfelder (2009)

Kai Wingenfelder (* 26. November 1959 in Hamburg) ist ein deutscher Musiker und Sänger und Songschreiber der deutschen Rockband Fury in the Slaughterhouse. Seit 2010 bildet er zusammen mit seinem Bruder Thorsten Wingenfelder den Kopf der deutschen Band Wingenfelder.

## Leben
1987 gründete Kai Wingenfelder zusammen mit seinem Bruder Thorsten sowie Rainer Schumann, Christof Stein-Schneider und Hannes Schäfer in Hannover die Rockband Fury in the Slaughterhouse. Er zeichnete bis zur Auflösung der Band im September 2008 für einen Großteil ihrer Songtexte und für viele Kompositionen verantwortlich und übernahm zudem häufig den Gesangspart. Fury in the Slaughterhouse verkaufte mehr als vier Millionen Schallplatten, gewann einen Comet von Viva und erhielt etliche Echo-Nominierungen.
Während einer Bandpause im Jahr 1996 veröffentlichte er zusammen mit seinem Bruder, Christian Pegel und Produzent Jens Krause als Little Red Riding Hood ein Album mit dem gleichen Namen. Er produzierte für die Plattenfirma EMI die Rockband Anger 77, für sein eigenes Label zusammen mit Oliver Sroweleit mehrere Bands im eigenen Goldgrube Studio, in dem Fury in the Slaughterhouse seit 2003 alle Platten aufnahm. Seit 2004 betreibt Wingenfelder zusammen mit seiner Frau das Plattenlabel Burrofeliz. Neben diversen Nachwuchsbands wurde dort das Album Little Red Riding Hood mit vier Zusatztracks neu veröffentlicht.
2004 war er als Gastdozent an der Fachhochschule für Mediengestaltung in Kiel tätig. Wingenfelder produzierte mit seinen Studenten 360-Grad-Filmshows für die Planetarien in Kiel und Hamburg.
Weiterhin initiierte Wingenfelder das Fundraising-Projekt „Home“ für Tsunami-Waisenkinder in Thailand. Zusammen mit Astrid North (Sängerin der Cultured Pearls), Maya Saban (Sängerin), Thomas Hanreich (Sänger von Vivid), Stephan Eggert (Schlagzeuger von Selig), Henning Rümenapp (Gitarrist der Guano Apes), Stephan Gade (Bassist von The Land), Gunter Papperitz (Keyboarder von Soulounge) und den Waisenkindern der Hanseatic School for Life (ehemals „Beluga School for Life“) nahm er vor Ort im Katastrophengebiet eine CD/DVD zur Unterstützung zweier „School for Life“-Projekte auf. Weiterhin führte er Regie im gleichnamigen Dokumentarfilm.
Am 20. April 2007 veröffentlichte edel Entertainment das Soloalbum Alone von Wingenfelder (Gesang, Gitarren und Programmings). Als Produzent zeichnete Roland Spremberg (Piano, Keyboards und String Arrangements) verantwortlich, der von den Musikern Jörn Heilbutt (Gitarre), Stephan Gade (Bass), Stefan „Stoppel“ Eggert (Drums) sowie Hagen Kuhr (Cello) unterstützt wurde.
Seit Juli 2007 ist Wingenfelder Pate an der Musischen Akademie Braunschweig und Jurymitglied von Jugend musiziert für Niedersachsen und Schleswig-Holstein und der Bundesausscheidung. 2009 bis 2010 moderierte Wingenfelder für Radio Bremen die ClassicLounge, in der er zusammen mit Markus Poschner und Astrid North auch das musikalische Programm bestritt.
2010 gründete Kai Wingenfelder mit seinem Bruder Thorsten das Duo Wingenfelder. 2011 erschien ihre erste, deutschsprachige CD Besser zu zweit. Das Album platzierte sich auf Rang 35 in den deutschen Top 100. 2013 produzieren sie, jetzt unter dem Namen „Wingenfelder“, zusammen mit Wolfgang Stach (Jupiter Jones, BAP, Guano Apes) ihr zweites Studioalbum Selbstauslöser das Platz 23 der deutsche Verkaufscharts erreichte.
Wingenfelder besitzt eine Filmproduktionsfirma (northern Star GmbH) und dreht Industrie- und Imagefilme, Videoclips sowie Dokumentationen. Von September 2008 bis 2010 war Wingenfelder als künstlerischer Leiter, Berater und Medienproduzent bei der seit 2011 insolventen Beluga Shipping GmbH tätig. Wingenfelder veröffentlichte 2012 zusammen mit radio ffn Wenn die Zeit kommt, ein Weihnachtslied zugunsten krebskranker Kinder, das es in die Top 50 der Singlecharts schaffte und einen sechsstelligen Betrag einbrachte. 2013 wurde der Song in Los Angeles in Spanisch und Englisch für den amerikanischen Markt produziert.

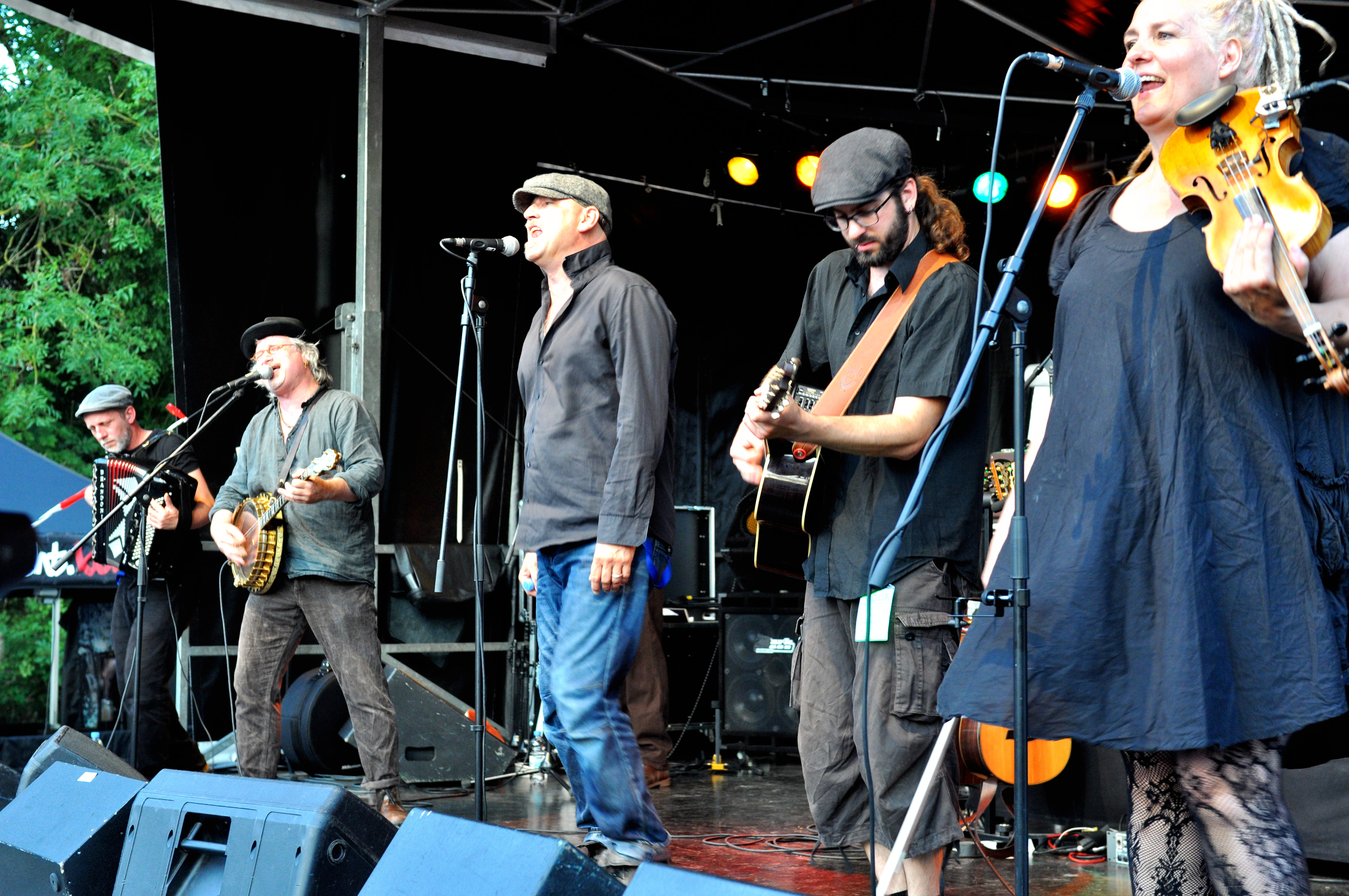
Wingenfelder mit BalticSeaChild beim Folk am Neckar 2015

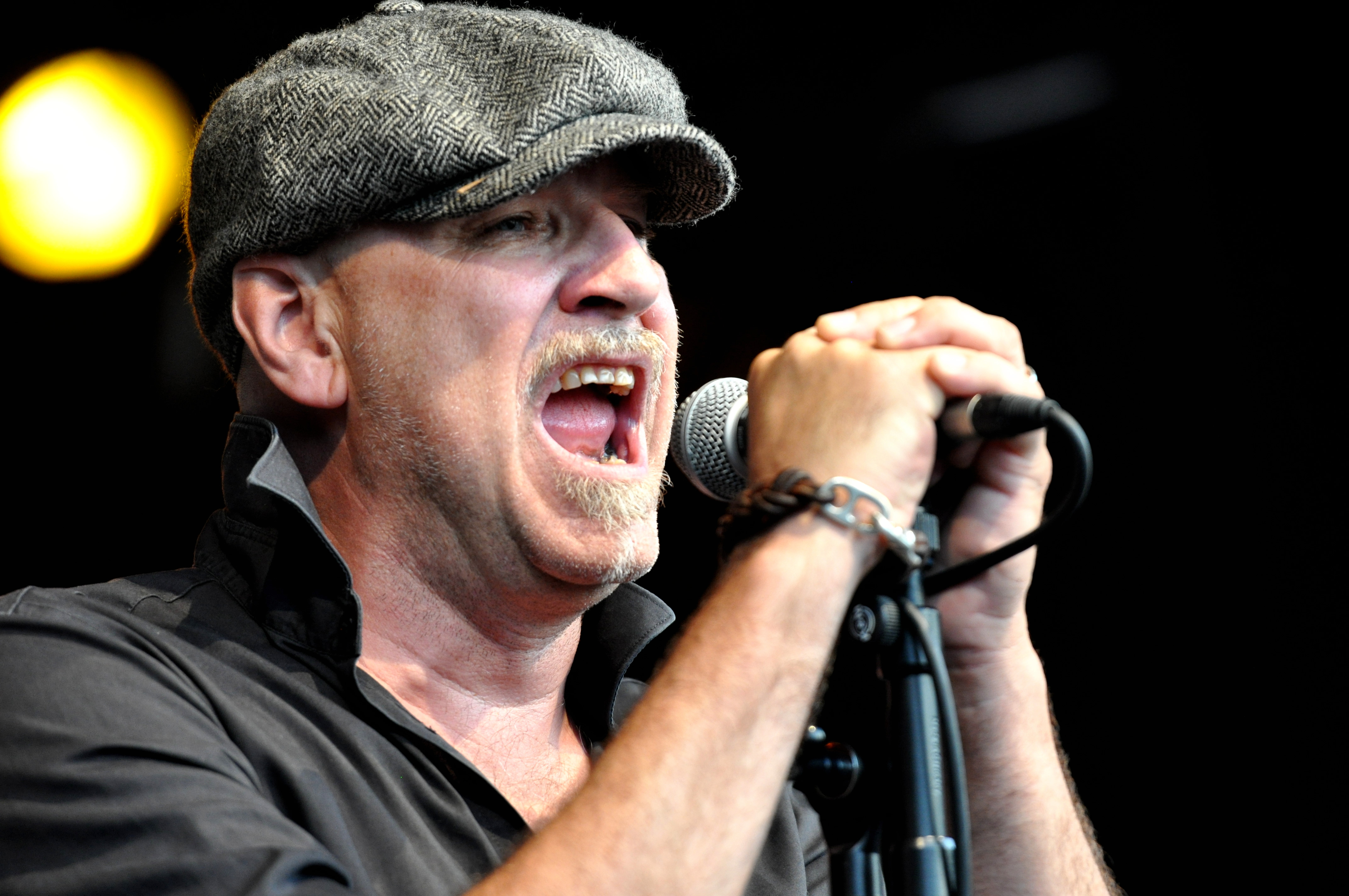
Wingenfelder (2015)

2015 produzierte und veröffentlichte Kai Wingenfelder unter dem Band-Namen Baltic Sea Child ein Irish-Folk-Album bei SPV, unter anderen mit drei Musikern von Tears for Beers. Im September 2015 veröffentlichte er zusammen mit seinem Bruder Thorsten Retro, das dritte Wingenfelder-Studio-Album. Es stieg mit Platz 28 in die deutschen Verkaufscharts ein.
2017 spielte er mit Fury in the Slaughterhouse vor über 130.000 Zuschauern Geburtstagskonzerte zum 30-jährigen Bandjubiläum und veröffentlichte mit der Band zwei Alben, die als Nr. 3 bzw. Nr. 5 in die deutschen Top-100-Albumcharts einstiegen. 2018 veröffentlichte er mit Wingenfelder das vierte Studioalbum Sieben Himmel hoch. Es startete auf Platz 9 in die deutschen Top 100 ein und hielt sich dort sieben Wochen. 2021 brachten Fury in the Slaughterhouse das Album Now heraus, das auf Rang 2 der deutschen Albumcharts einstieg. 2023 veröffentlichte die Band das Album Hope, das nach 36 Jahren das erste Nummer-Eins-Album der Band wurde.

## Diskografie (Solo, Duo)

### Alben
- 2007: Alone
- 2011: Besser zu zweit (als wingenfelder:Wingenfelder)
- 2012: Off the Record (als wingenfelder:Wingenfelder)
- 2013: Selbstauslöser (als Wingenfelder)
- 2015: 22814 (live + akustisch + unperfekt) (als Wingenfelder)
- 2015: BalticSeaChild (als Teil von BalticSeaChild)
- 2015: Retro (als Wingenfelder)
- 2018: Sieben Himmel hoch (als Wingenfelder)
- 2020: Sendeschlusstestbild (als Wingenfelder)
- 2024: Schlicht & ergreifend (als Wingenfelder)